# Museo galería Pavilion
El museo galería Pavilion es un museo de arte en Winnipeg, Manitoba. Abrió sus puertas en 1998 en el Pabellón de Assiniboine Park. El pabellón es el segundo edificio construido en el parque. Se inauguró oficialmente en 1930.
Después de la reconstrucción en 1930, un restaurante de segundo nivel y el comedor se abrieron. Finalmente, el restaurante y el Pabellón cerraron. Durante muchos años fue utilizado sobre todo como una instalación temporal, con un comedor en la planta principal y una sala de alquiler en el segundo nivel. Después de la restauración en 1998, un restaurante abrió junto con la galería.
La galería alberga la mayor colección de obras de tres artistas de renombre: Ivan Eyre, Tillenius Clarence y Walter J. Phillips. El área del segundo piso está dedicado a la obra de artistas emergentes.